# Bungasrejo
Bungasrejo is een bestuurslaag in het regentschap Pati van de provincie Midden-Java, Indonesië. Bungasrejo telt 1836 inwoners (volkstelling 2010).